# Cabri Lake
Cabri Lake är en sjö i Kanada.   Den ligger i provinsen Saskatchewan, i den centrala delen av landet, 2 600 km väster om huvudstaden Ottawa. Cabri Lake ligger 588 meter över havet. Arean är 9,6 kvadratkilometer. Den sträcker sig 4,7 kilometer i nord-sydlig riktning, och 3,4 kilometer i öst-västlig riktning.
Trakten runt Cabri Lake består i huvudsak av gräsmarker. Trakten runt Cabri Lake är nära nog obefolkad, med mindre än två invånare per kvadratkilometer.